# Hawker Beechcraft
Hawker Beechcraft Corporation est un constructeur aéronautique américain qui construit les avions d'affaires Beechcraft et Hawker.
Hawker Beechcraft Corporation est créé en mars 2007 par le rachat de l'activité aéronautique de Raytheon par les fonds d'investissement Goldman Sachs Capital Partners et Onex Partners. 
Hawker Beechraft fait faillite en 2008, abandonne la construction de jets d'affaires en 2012, puis est revendu successivement au groupe britannique Marshall Aerospace et au conglomérat américain Textron en décembre 2013 sous la raison sociale Beechcraft. 
Beechcraft devient ainsi associé à l'autre filiale d'aviation légère de Textron, Cessna, son grand concurrent historique basé également à Wichita au Kansas. 
Beechcraft apporte à Textron ses avions à piston Baron et Bonanza, son turbopropulseurs King Air et l'avion d'entrainement militaire AT/T-6C Texan II, alors que Cessna est spécialiste des jets d'affaires. 
Le siège social de l'entreprise se trouve à Wichita (Kansas), ainsi que les lignes de fabrication et de maintenance.
Le chiffre d'affaires estimé de Beechcraft en 2013 est de 1.8 milliard de US dollars. 

## Production
Liste des aéronefs produits lors de l'existence d'Hawker Beechcraft:
- Hawker 400
- Hawker 800/850/900/750
- Hawker 4000
- Beechcraft 390 Premier
- Beechcraft King Air